# Balegondo
Balegondo is een bestuurslaag in het regentschap Magetan van de provincie Oost-Java, Indonesië. Balegondo telt 3608 inwoners (volkstelling 2010).